# Cazzie Russell
Cazzie Russell é um ex-jogador de basquete norte-americano que foi campeão da Temporada da NBA de 1969-70 jogando pelo New York Knicks.